# Encruphion
Encruphion là một chi bướm đêm thuộc họ Erebidae.